# (4160) Sabrina-John
(4160) Sabrina-John es un asteroide perteneciente al cinturón de asteroides, descubierto el 3 de junio de 1989 por Eleanor F. Helin desde el Observatorio del Monte Palomar, Estados Unidos.

## Designación y nombre
Designado provisionalmente como 1989 LE. Fue nombrado Sabrina-John en homenaje a “Sabrina M. Gonsalves” y “John H. Riggins” jóvenes enamorados desaparecidos en trágicas circunstancias.